# Edgar J. Goodspeed

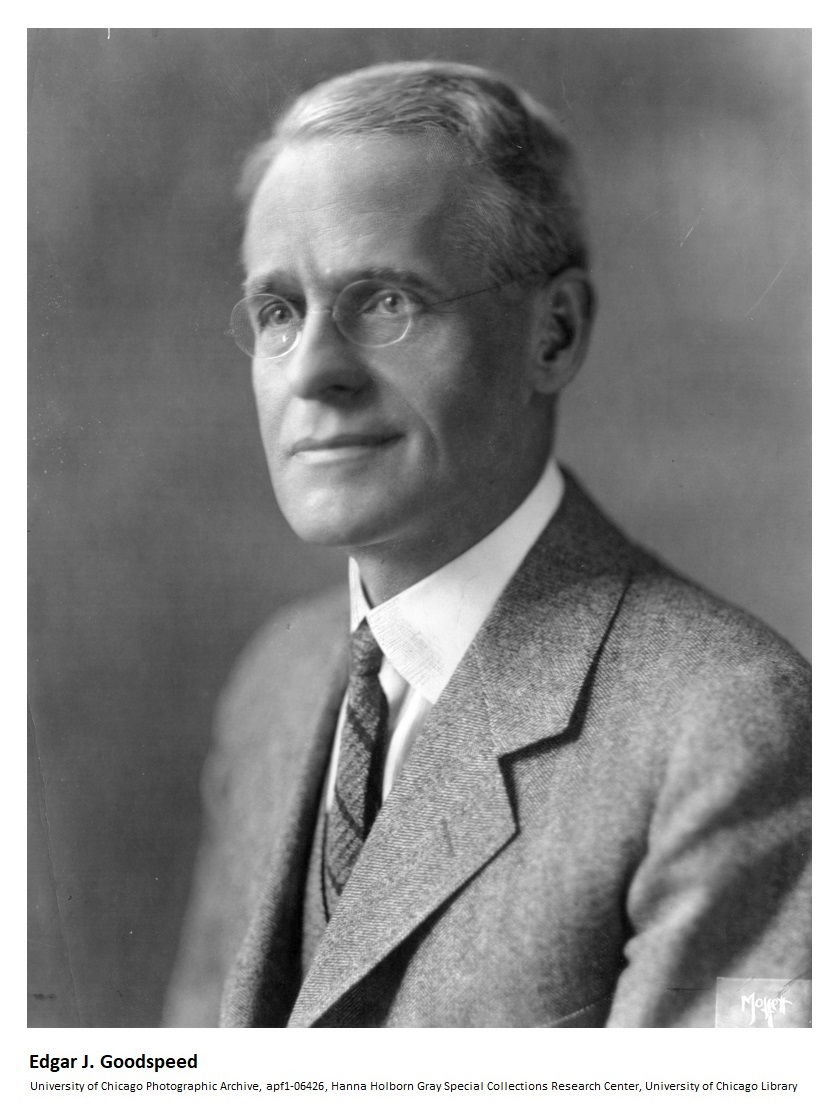
Edgar J. Goodspeed

Edgar Johnson Goodspeed (* 23. Oktober 1871 in Quincy; † 13. Januar 1962 in Los Angeles) war ein US-amerikanischer baptistischer Theologe und Hochschullehrer für Griechisch und Neues Testament. Er lehrte viele Jahre an der Universität Chicago, dessen Sammlung neutestamentlicher Manuskripte er im Rahmen seiner Forschungen erweiterte. Zu seinen Ehren trägt diese Sammlung heutzutage seinen Namen. Am bekanntesten wurde Goodspeed für seine Bibelübersetzung in zeitgemäßes Amerikanisches Englisch („Goodspeed Bible“).

## Leben und akademischer Werdegang
Goodspeed kam in Quincy (Illinois) als Sohn von Thomas W. Goodspeed und Mary Ellen Ten Broeke zur Welt, die beide aus Pastorenfamilien mit langer baptistischer Tradition stammten. Er genoss schon früh privaten Lateinunterricht. 1890 machte er seinen Bachelor in Klassischer Altertumswissenschaft (summa cum laude) an der Denison University (Granville, in Ohio). 1890–1891 studierte er semitische Sprachen an der Yale University bei William Rainey Harper. Als Harper Präsident der umgestalteten University of Chicago wurde, wechselte Goodspeed nach Chicago, wo er 1897 den ersten theologischen Abschluss (B.D.) an der Divinity School, und im Jahr darauf seinen Ph.D. an der Universität machte. Zwei Jahre Nachdiplomstudien führten ihn nach Deutschland, England, den Niederlanden, Ägypten, Palästina und Griechenland.
Von 1900 bis 1915 nahm Goodspeed an der University of Chicago und deren Divinity School als Assistenzprofessor, später als Associate Professor Lehraufträge im Fach Neues Testament wahr. Von 1915 bis 1937 hatte er dort die ordentliche Professur für Neues Testament und Koine-Griechisch inne.
Goodspeed starb am 13. Januar 1962. Er wurde auf dem Forest Lawn Memorial Park Friedhof in Glendale (Kalifornien) beigesetzt.

## Werk
Goodspeed blieb in Erinnerung für seine Neuübersetzung der Bibel ins Amerikanische. Er wandte sich vehement gegen die Konservierung der Bibel auf dem Stand der King James Version von 1611. Im Jahre 1923 erschien The New Testament: an American Translation. Zusammen mit John Merlin Powis Smith veröffentlichte er 1935 die ganze Bibel: The Bible, An American Translation. Er wurde auch bekannt für seine Übersetzung der Apokryphen (deuterokanonische Schriften), die er in The Complete Bible, An American Translation (1939) aufnahm. 
Goodspeed wird dem liberalen Flügel des Protestantismus zugerechnet.
Abgesehen von seinem akademischen Werk verfasste Goodspeed von 1912 an zahlreiche Schriften und Bücher für Laien zur Einführung in die biblische Literatur:
- 1916 The Story of the New Testament
- 1931 Strange New Gospels
- 1933 The Short Bible, hg., zus. mit J. M. Powis Smith, University of Chicago Press (eine Bibel in Auszügen)
- 1934 The Story of the Old Testament
- 1936 The Story of the Bible
- 1937 An Introduction to the New Testament
- 1939 The Story of the Apocrypha  (Deuterokanonische Schriften)
- 1940 How Came the Bible?, Abingdon-Cokesbury Press (Neuauflage 1955, Jove Pillar Books, Pb.)
- 1942 A History of Early Christian Literature, University of Chicago Press
- 1945 Problems of New Testament Translation
- 1946 How to Read the Bible
- 1950 The Apostolic Fathers: An American Translation, Harper & Brothers
- 1956 Modern Apocrypha, The Beacon Press
- 1962 The Twelve, The Story of Christ’s Apostles

## Auszeichnungen
- Ehrendoktor (D.D.), Denison University, 1928